# Tsernaoua
Tsernaoua est une localité et une commune rurale du Niger, du département de Birni N'Konni, région de Tahoua.

## Géographie
Tsernaoua est située sur la route nationale 1 à 15 km au nord-ouest du chef-lieu départemental Birni N'Konni.  
| Tajaé         | Malbaza           |            |
| Birni N'Konni | Tsernaoua         | Doguéraoua |
|               | Illela ( Nigeria) |            |

## Histoire
La commune rurale de Tsernaoua instaurée lors de la réforme administrative nationale de 2002 est issue de la partie orientale du canton de Birni-N'Konni . 

## Population
Lors du recensement général de 2012, la population communale est relevée à 73 705 habitants. La localité compte 5 478 habitants en 2012.

## Services et infrastructures
- Collège d'enseignement général (CEG) à Tsernaoua,
- Centre de formation aux métiers (CFM) à Tsernaoua.